# Джон Доу (телесериал)
«Джон Доу» (англ. John Doe) — американский фантастический телесериал, созданный Брэндоном Кэмпом премьера которого состоялась на канале Fox Network 20 сентября 2002 года.

## Сюжет
В начале пилотной серии, странный человек просыпается на острове неподалёку от города Сиэтл, голый и не знающий, кто он и как туда попал. Кроме деталей своего прошлого, «Джон Доу», как он себя начинает называть, имеет доступ ко всем знаниям человечества: он знает количество углублений на мячике для гольфа, точное население Уругвая и другие малоизвестные факты. Он обладает глубокими познаниями обо всём: от фондовых рынков до информационных технологий. В сериале Джон пытается найти информацию о своем прошлом, используя свои необычные способности и по мере сил помогая нуждающимся. Позже оказывается, что за каждым его шагом следит тайная международная организация под названием «Феникс».

## Цитаты
```
Джон Доу: Возможно ли блокировать память?
Диггер: Да, если много пить. Ты думаешь, почему я держу бар?
```

## Список серий
| №  | Серия                      | Английское название   | Премьера         |
| -- | -------------------------- | --------------------- | ---------------- |
| 1  | «Пилотная серия»           | «Pilot»               | 20 сентября 2002 |
| 2  | «Кровные узы»              | «Blood Lines»         | 27 сентября 2002 |
| 3  | «Доу Ре: Мне»              | «Doe Re: Me»          | 4 октября 2002   |
| 4  | «Прошлый имперфект»        | «Past Imperfect»      | 18 октября 2002  |
| 5  | «Джон Два»                 | «John Deux»           | 25 октября 2002  |
| 6  | «Низкое искусство»         | «Low Art»             | 1 ноября 2002    |
| 7  | «Игры с головой»           | «Mind Games»          | 8 ноября 2002    |
| 8  | «Айдахо»                   | «Idaho»               | 15 ноября 2002   |
| 9  | «Судьба во плоти»          | «Manifest Destiny»    | 6 декабря 2002   |
| 10 | «Скорбящий»                | «The Mourner»         | 13 декабря 2002  |
| 11 | «Джон мертвый по прибытии» | «John D.O.A.»         | 10 января 2003   |
| 12 | «Мёртвый тон»              | «Tone Dead»           | 17 января 2003   |
| 13 | «Семейный человек»         | «Family Man»          | 31 января 2003   |
| 14 | «Пепел к пеплу»            | «Ashes to Ashes»      | 14 февраля 2003  |
| 15 | «Пси-связь»                | «Psychic Connection»  | 7 марта 2003     |
| 16 | «Нелегальный чужой»        | «Illegal Alien»       | 14 марта 2003    |
| 17 | «Доу или смерть»           | «Doe or Die»          | 21 марта 2003    |
| 18 | «Сохранить как… Джон Доу»  | «Save As… John Doe»   | 28 марта 2003    |
| 19 | «Шок для системы»          | «Shock to the System» | 4 апреля 2003    |
| 20 | «Дистанционное управление» | «Remote Control»      | 18 апреля 2003   |
| 21 | «Возрождение»              | «The Rising»          | 25 апреля 2003   |

## Тайны сериала
В последней серии Сериала Джона Доу не совсем были открыты тайны личности и причины сверхразума Джона, но продюсеры этого сериала дали интервью TV Guide, дабы разъяснить весь смысл этого сериала:
Организация «Феникс» проводила исследования в области «посмертных знаний». Они были убеждены, что вся совокупность знаний вселенной открывается человеку в момент смерти, поэтому они, фактически, убили Джона, а затем вернули к жизни, дабы получить доступ к этим знаниям. В последнем эпизоде сериала выясняется, что один из близких друзей Джона на самом деле был руководителем организации «Феникс».
Позднее, на страницах Entertainment Weekly, продюсеры более подробно раскрыли замысел сценаристов.
Так, вовсе не Диггер был тем злодеем, которого разоблачили в конце сезона, в действительности, это был член «Феникса», которому посредством невероятной пластической операции придали облик Диггера.
Более того, должно было выясниться, что на самом деле члены организации «Феникс» верили в то, что Доу это новый мессия, и защищали его от другой организации, задачей которой было его убийство.
Невероятные способности Джона стали результатом путешествия его души в тот мир, где есть ответы на все вопросы мироздания.
Автор популярного подкаста Diggination Алекс Альбрехт высказал интересное объяснение черно-белого зрения Джона Доу. По его мнению, человек, находясь у врат рая, получает ответы на все возможные вопросы, и после возвращения на землю, мир кажется ему бесцветным.